# Elektrische Energieversorgung auf Schiffen

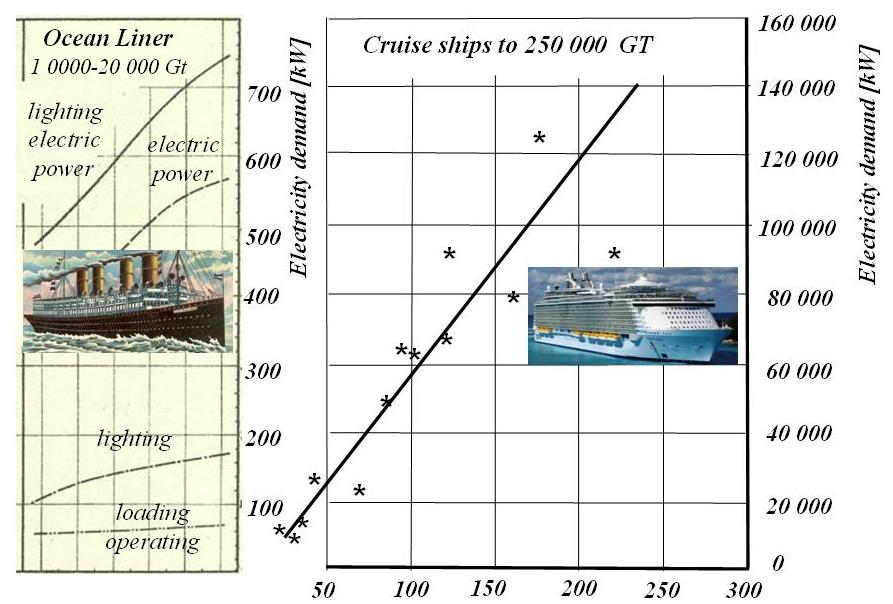
E-Bedarf in kW um 1900 und 2010 über der Vermessung in GT

Das Bordnetz für die elektrische Energieversorgung auf Schiffen ist ein Inselnetz, welches in der Regel von Schiffsdieselmotorgeneratoren, Wellengeneratoren oder seltener von kleineren Turbogeneratoren gespeist wird.

## Entwicklung
Die historische Entwicklung lässt sich in die drei folgenden Phasen einteilen:

### Beleuchtung und Signalübertragung

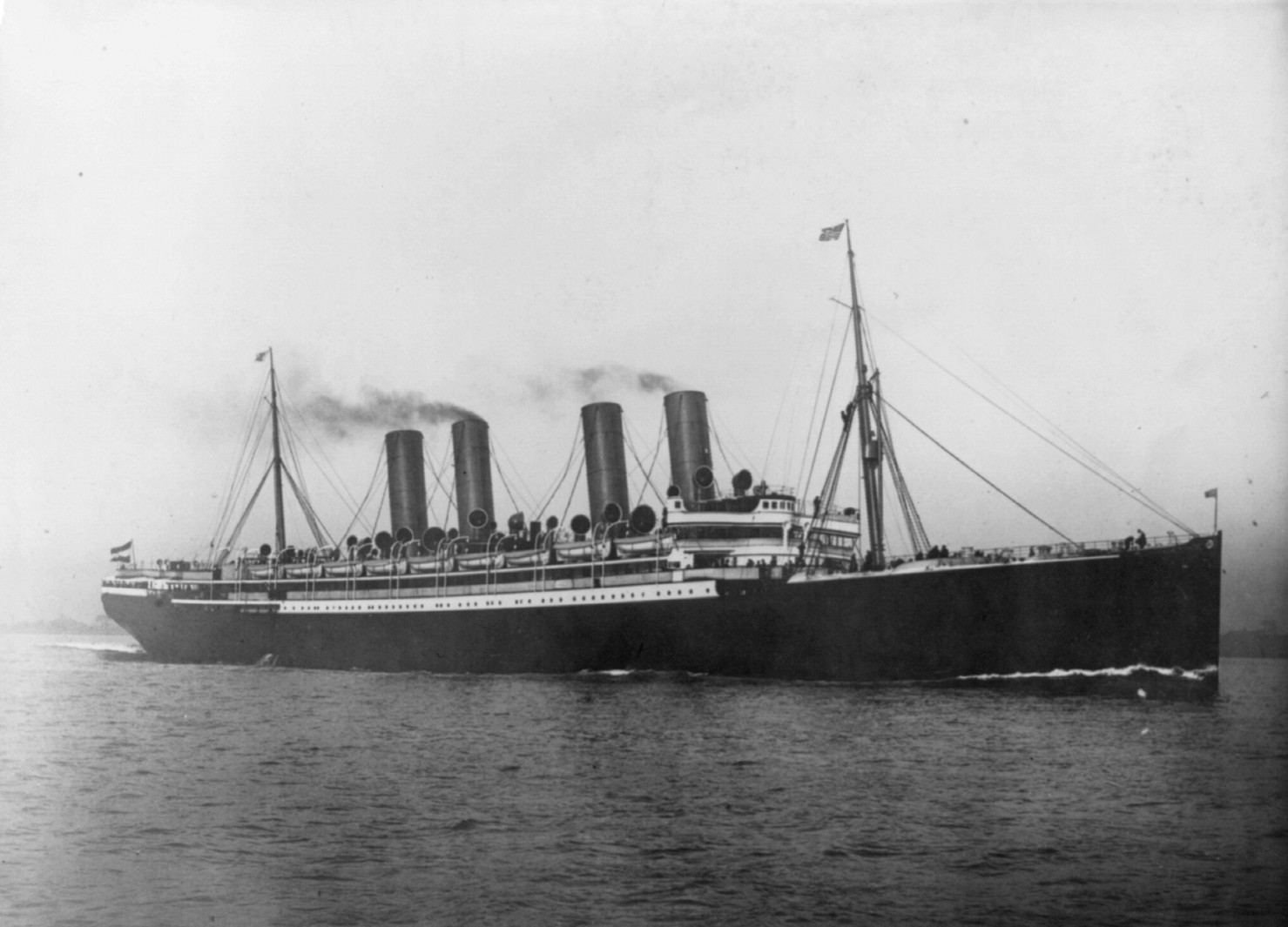
Auf der Kaiser Wilhelm der Große (1897) wurden die Hilfsmaschinen und Winden mit Dampf angetrieben

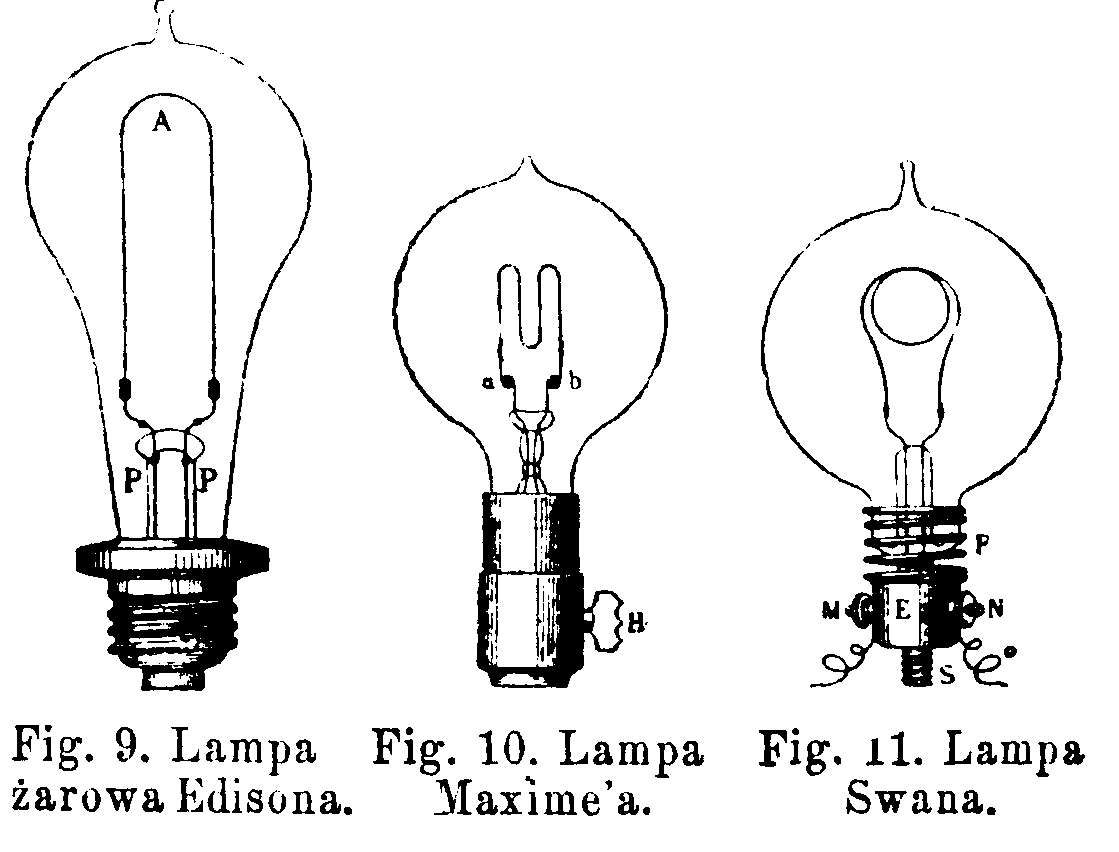
Zeichnung der frühen Glühlampenkonstruktionen von Edison, Maxim und Swan

In den 1880er Jahren begann die Einführung der Elektrotechnik mit der Beleuchtung, es wurden Glühlampen statt Petroleumlampen eingesetzt. Die 1809 erfolgte Erfindung der Kohlebogenlampe durch H. Davy diente der Straßenbeleuchtung, sie wurde auf Schiffen vorwiegend in Scheinwerfern eingesetzt. 1879 erhält Edison das Patent für Kohlefaden-Glühlampe, die als erste gebrauchsfähige Glühlampe bezeichnet wird. Bereits 1880 wird die elektrische Beleuchtung erstmals auf Schiffen, wie auf der Columbia mit insgesamt 115 Lampen, eingesetzt. Die Werra, ein Lloyd-Schnelldampfer der Flüsse-Klasse, erhielt 1883 eine elektrische Beleuchtung.
Dann folgte die elektrische Signalübertragung beim Funkbetrieb, bei Brücken- und Maschinentelegrafen und dem Bordtelefon. In Folge wurden auch einzelne Hilfsmaschinen umgestellt von Dampfantrieb auf Elektroantrieb, anfangs mit Gleichstrom. Die Entwicklung beschleunigte sich mit den wachsenden Schiffsgrößen und Ausdehnung der Anlagen bis etwa zum Ende des Ersten Weltkrieges 1918.

### Hilfsmaschinen

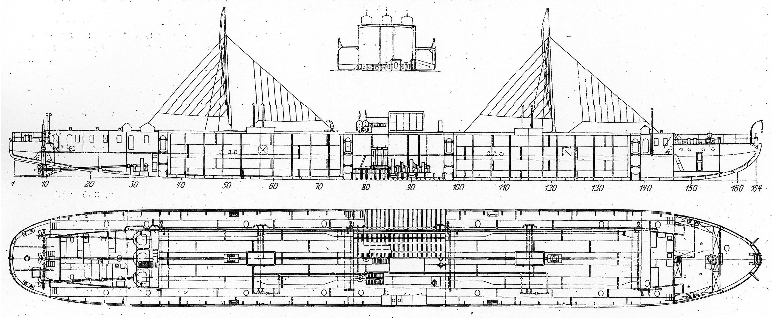
Bauzeichnung der Vandal, des ersten Schiffs mit dieselelektrischem Antrieb

Ab 1904 wurden die ersten dieselelektrischen Antriebsanlagen auf den 1000-Tonnen-Tankschiffen Vandal (Schiff) und Ssarmat eingesetzt. Da die Pioniergeneration der Dieselmotoren nicht umsteuerbar war, wurde der Rückwärtsfahrbetrieb mit Hilfe der E-Technik realisiert; auf der Vandal nach dem Prinzip „del Proposto“ (hier wurde nur rückwärts dieselelektrisch gefahren). Auf der Ssarmat war es ein reiner dieselelektrischer Antrieb.
Ab 1918 erfolgte die allmähliche Verdrängung des Dampfes als Energieträger für Hilfszwecke durch weitgehende Elektrifizierung der Bordanlagen im Zuge der Entwicklung der Motorschiffe. Die elektrische Energieerzeugung erfolgte anfangs durch dampfbetriebene Maschinen (Kolbendampfmaschine, Dampfturbine) die mit zunehmenden Einsatz der Dieselmotoren als Propellerantriebe auch durch Dieselmotoren zum Generatorantrieb ersetzt werden.
Erhöhung der E-Leistungen, um 1930 Entstehung von größeren diesel- und turboelektrischen Propellerantrieben und damit die Einführung des Drehstromes auf Schiffen mit Drehstrom-Propeller-Antrieb. Auch die Decksmaschinen wie Anker-, Verhol- und Ladewinden werden zunehmend statt mit Dampfmaschinen mit elektrischen Gleichstrommotoren angetrieben.

### Dreiphasenwechselstrom

Oben: Dieselelektrisch, unten: Prinzip -del Proposto

Nach dem Zweiten Weltkrieg wird im Bordnetz der Dreiphasenwechselstrom (Drehstrom) mit einer Frequenz von 60 Hz eingeführt. Bis 1965 erfolgte durch Geschwindigkeitssteigerung bei modernen Schiffen und das Aufkommen neuer Schiffstypen wie Tankern, Bulkcarriern mit großer Tragfähigkeit und Containerschiffen ein weiteres Anwachsen der installierten elektrischen Leistung für das Bordnetz. Es erfolgen Sonderentwicklungen für elektrisch betriebene Be- und Entladeeinrichtungen, für den Betrieb von Integral-Kühlcontainern und dadurch bedingt eine weitere Verdrängung des Gleichstromes und der Durchbruch zum Drehstrom-Bordnetz. Neue Schiffe erhalten etwa ab 1960 durchgehend Drehstrombordnetze. Bei den Winden werden Leonardumformer oder polumschaltbare Drehstrommotoren eingesetzt. Durch die Fortschritte der Leistungselektronik werden etwa ab 1990 auch Frequenzumrichter zum Windenantrieb verwendet.
Drehstrom-Asynchronmaschinen haben Dampf- oder Gleichstrommaschinen als Antrieb der Hilfsmaschinen, wie Lüfter, Pumpen, Luftverdichter, Kältemaschinen und Winden, verdrängt. Bei Kreuzfahrtschiffen und einigen anderen Spezialschiffen erfolgt auch der Propellerantrieb durch Elektromotoren. Gebraucht werden umfangreiche und leistungsstarke Bordnetze mit Leistungen bis 100 MW, die von fünf bis zehn Dieselgeneratoren gespeist werden.
Auf Handelsschiffen mit vielen Kühlcontainern wie zum Beispiel der Monte-Klasse der Reederei Hamburg Süd wurden im Bordnetz vier Dieselgeneratoren mit einer Leistung von insgesamt rund 15 MW installiert.

## E-Bilanz

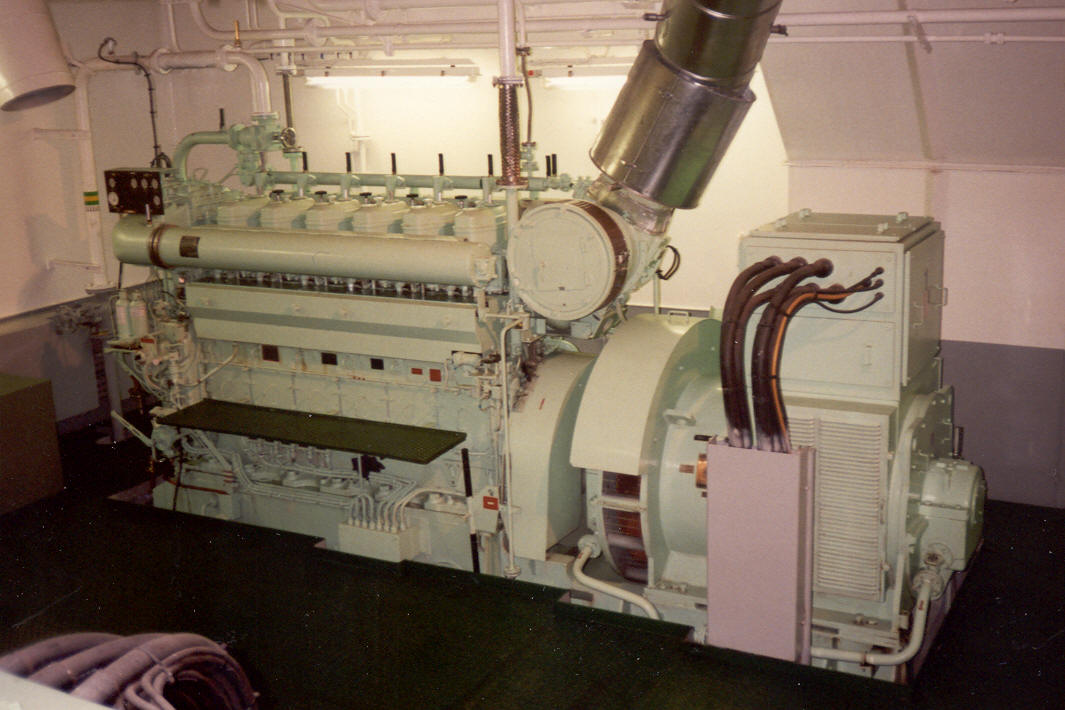
Hilfsdiesel mit Generator, der auf diesem Schiff als Notdiesel wirkt

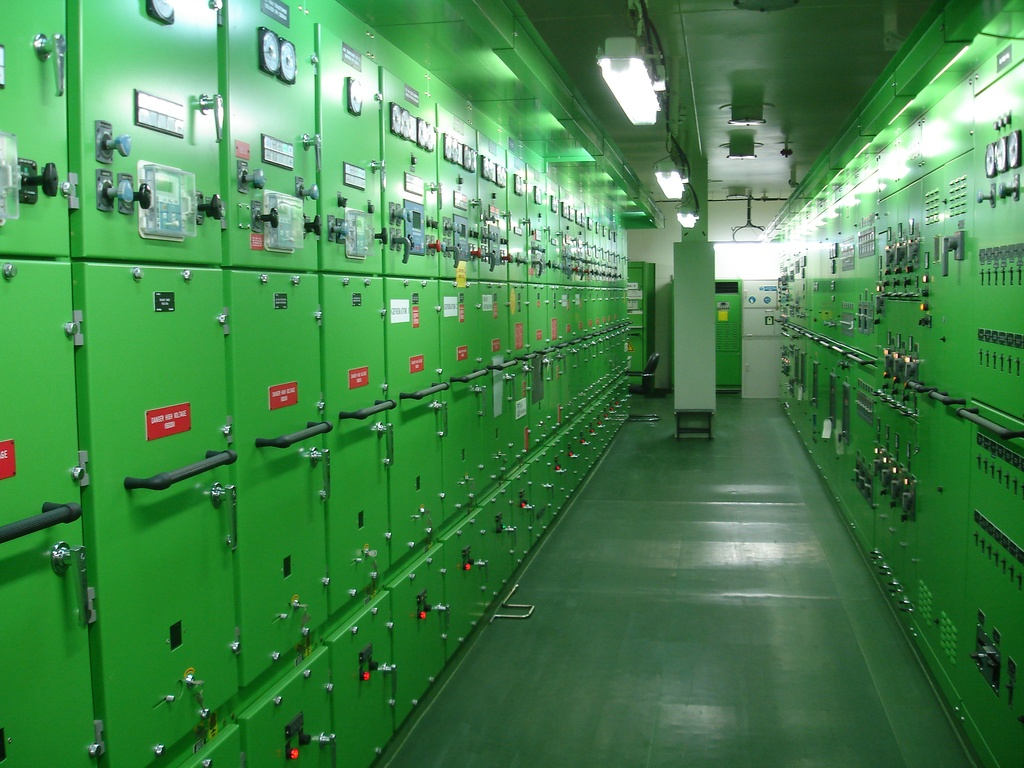
Mittelspannungs-Schalttafelraum auf einem großen Containerschiff

Mit einer E-Bilanz wird der voraussichtliche elektrische Leistungsbedarf für verschiedene Betriebszustände (See, Revier, Hafen, u. U. Sommer- und Winterbetrieb, mit und ohne Kühlcontainer) abgeschätzt. Außerdem geht mit dem Gleichzeitigkeitsfaktor ein, ob es sich um ständige oder Kurzzeitverbraucher handelt. Außerdem werden wichtige, unwichtige und Notverbraucher unterschieden. Auf dieser Grundlage werden die E-Erzeuger ausgewählt. In der Regel wird das Bordnetz auf die Spannung von 440 V und Nennfrequenz 60 Hz ausgelegt.
Bei Leistungen ab 8 MW hat die Mittelspannung 6,6 kV bis 10 kV Vorteile und wird bei Passagierschiffen und großen Containerschiffen mit vielen Kühlcontainern eingesetzt. Besonders bei den Containerschiffen hat die installierte elektrische Leistung in den letzten 20 Jahren erheblich zugenommen. Einerseits werden immer größere Schiffe dieser Art gebaut, so dass schon alleine der Bedarf an elektrischer Energie für den normalen Schiffsbetrieb zunahm. Mehr noch haben aber die Forderungen nach immer größerer Transportkapazität für Kühlcontainer zu einer Steigerung der elektrischen Leistung bis auf über 15 MW geführt.
Auf der Verbrauchsseite stellen bei Vernachlässigung der Kühlcontainer die Pumpen und Lüfter die größte Verbrauchergruppe. Es folgen das oder die Bug- und Heckstrahlruder, die jedoch nur im Revierbetrieb zu berücksichtigen sind. Die Klimaanlage ist abhängig von den Umgebungsbedingungen und dem Schiffstyp zu betrachten. Auf Fähr- und Kreuzfahrtschiffen zählen sie zu den größten E-Verbrauchern, danach kommt die Beleuchtung.

## Auswahl der Generatoren-Antriebe

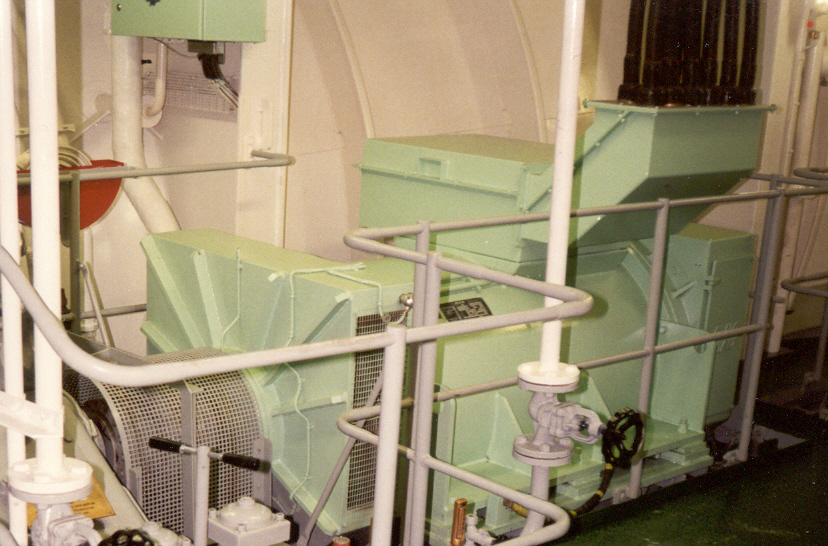
Wellengenerator auf einem Containerschiff

In der Regel werden drei bis vier Hilfsdiesel-Generatoraggregate eingesetzt. Hilfsdiesel sind mittelschnelllaufende (720–900/min), selten schnelllaufende Viertakt-Dieselmotoren (1.200 – 1.800/min). Die Drehzahl ergibt sich aus der gewählten Frequenz und Polpaarzahl.
Zusätzlich zu den Hilfsdieseln wird häufig ein Wellengenerator installiert, der vom Hauptmotor über die Hauptwelle direkt oder über ein Getriebe angetrieben wird.
Gas- und Dampfturbogeneratoren sind auf Handelsschiffen mit Motorantrieb selten. Bei Schiffen mit Dampfantrieb wurden in der Vergangenheit häufig Dampfturbogeneratoren eingesetzt. Da Dampfturbinen zum Schiffsantrieb im zivilen Bereich heute keine Rolle mehr spielen, sind auch Dampfturbogeneratoren dort weitgehend verschwunden. Gasturbogeneratoren sind auf Handelsschiffen die Ausnahme. Sie werden z. B. auf den Kreuzfahrtschiffen der Millennium-Klasse der Reederei Celebrity Cruises eingesetzt.

## Energieerzeugung durch Abwärmenutzung

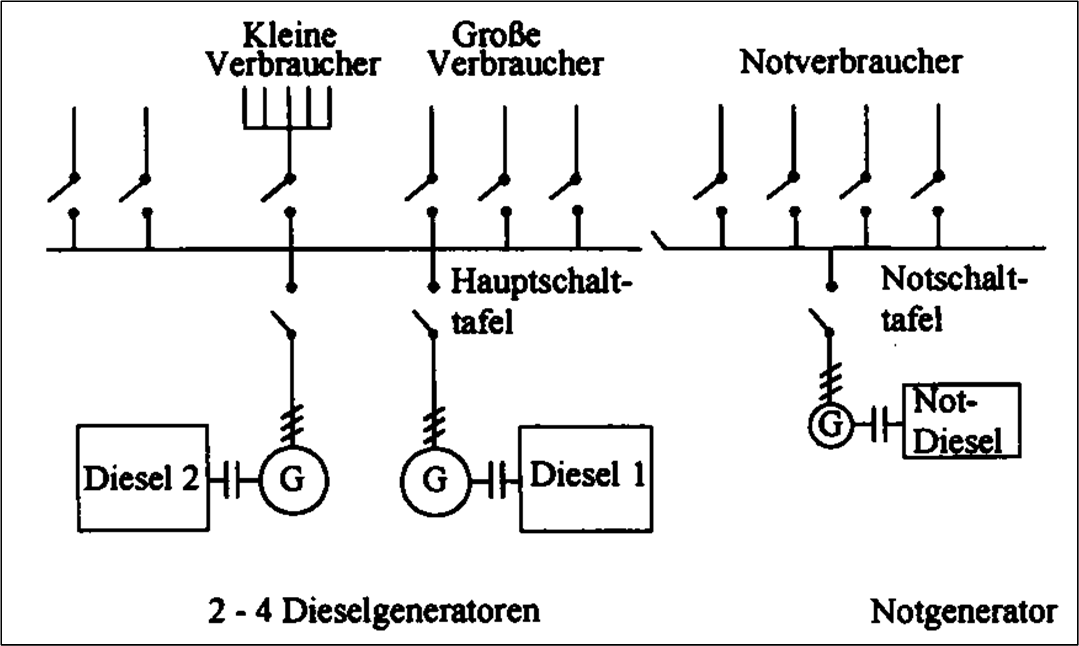
Schematische Darstellung eines einfachen Bordnetzes

Aufgrund der hohen Treibstoffpreise werden große, den Dieselmotoren nachgeschaltete, in der Schiffstechnik allgemein als Abgaskessel bezeichnete Abhitzekessel eingebaut. Hiermit wird aus der Abgaswärme überhitzter Dampf produziert, der in einem Dampfturbogenerator Strom erzeugt. So hat z. B. die Reederei Maersk Line auch die Containerschiffe der Emma-Mærsk-Klasse, mit 11.000 (13.000) TEU ehemals die größten der Welt, mit Gas- und Dampfturbogeneratoren zur Abwärmenutzung ausgestattet. Dabei werden die heißen Abgase des Hauptmotors ausgenutzt: Die Gasturbine erhält einen Abgasteilstrom direkt aus dem Abgassammelrohr des Hauptmotors. Auf derselben Welle befindet sich eine Dampfturbine, die von einem Abgaskessel mit überhitztem Dampf gespeist wird. Beide Turbinen sind über Getriebe mit dem Generator verbunden, der im Nennbetrieb bis zu 8 MW leisten kann.

## Sportboote
Bei Sportbooten steht die Entspannung oft im Vordergrund. Dabei sind dauernde Motorengeräusche und -abgase störend, insbesondere auch vor Anker oder in Häfen. 
Während bei Motorbooten wenigstens während der Fahrt immer die Maschine mit einem angeschlossenen Alternator für die Stromversorgung verfügbar ist, müssen Segelyachten über weite Strecken ganz ohne Energieversorgung aus der Hauptmaschine auskommen. Während des Segelns werden die elektrischen Verbraucher über Akkumulatoren gespeist. Je luxuriöser die Yacht eingerichtet ist, desto höher ist der Stromverbrauch. Im Minimum müssen die Navigationsausrüstung (GPS, Kartenplotter, Windmessanlage), das Funkgerät, sowie nachts die Lichter mit Energie versorgt werden. Elektrische Winschen, Druckwasserpumpen, Autopiloten und Kühlschränke sind heute auf seegehenden Yachten verbreitet, verbrauchen aber eine Menge Energie. Deswegen sind insbesondere bei Segelbooten alternative Erzeuger für alternative Energiequellen verbreitet, darunter Solarzellen, Hydrogeneratoren oder Windgeneratoren.

## Energieversorgung im Hafenbetrieb
Außer in Werften wird die elektrische Energie bei den meisten Schiffen auch im Hafen durch die bordeigenen Diesel-Generatoren erzeugt. Um die Abgas- und Abwärmebelastung durch die zu diesem Zweck laufenden Hilfsdieselaggregate zu reduzieren, wird diskutiert, Schiffe im Hafen über einen Landanschluss zu versorgen. Die ersten Installationen wurden bereits 2008 in den Häfen Kemi, Göteborg und Lübeck in Betrieb genommen. Der Anschluss erfolgt häufig auf Mittelspannungsebene. Beabsichtigt ist, die Spannungen von 6,6 kV und 11 kV in einer zukünftigen Norm festzuschreiben.
In Marinas für Sportboote gehören dagegen Landanschluss-Steckdosen heute zum Standardangebot. Auf den Stegen sind in regelmäßigen Abständen 230-V-Steckdosen (meist mit sogenannten Caravan-Steckern) angebracht, an die man das Ladegerät des Bootes mit einem mitgeführten Kabel anschließt. Dadurch können dann die Schiffsbatterien wieder aufgeladen werden, ohne dass die Maschine laufen muss.

## Weblink
- G. Ackermann, K.-H. Hochhaus: Elektrische Anlagen auf Fähr- und Kreuzfahrtschiffen Hansa, Nr. 3/2012, auf der Website hochhaus-schiffsbetrieb.jimdo.com